# Kingman Brewster
Kingman Brewster, Jr. (* 17. Juni 1919 in Longmeadow, Massachusetts; † 8. November 1988 in Oxford, England) war ein US-amerikanischer Jurist, Hochschullehrer und Diplomat, der unter anderem zwischen 1963 und 1977 Präsident der Yale University, von 1977 bis 1981 Botschafter der Vereinigten Staaten im Vereinigten Königreich sowie zwischen 1986 und seinem Tode 1988 Master des University College der University of Oxford war.

## Leben
Kingman Brewster, Jr., Sohn des Rechtsanwalts Kingman Brewster, Sr. und dessen Ehefrau Florence Foster Besse Ballantine, begann nach dem Besuch der Belmont Hill School ein grundständiges Studium an der Yale University, das er 1941 mit einem Bachelor of Arts (B.A.) beendete. Während seines Studiums war er Herausgeber der Yale Daily News und gehörte der so genannten Liberal Establishment an, einer Gruppe, der unter anderem auch Paul Moore, Cyrus Vance und viele andere Absolventen des Yale Colleges angehörten. Ein postgraduales Studium der Rechtswissenschaften an der Law School der Harvard University schloss er 1948 mit einem Juris Doctor (J.D.) ab. 1950 wurde er Dozent sowie 1953 Professor an der Juristischen Fakultät der Yale University und lehrte dort bis 1960. Während dieser Zeit wurde er 1956 Mitglied der American Academy of Arts and Sciences. 1960 wurde er als Nachfolger von Norman Buck Provost der Yale University und hatte dieses Amt bis 1963 inne, woraufhin er von Charles Taylor abgelöst. In dieser Funktion kam es zu Konflikten mit Joseph S. Fruton über die Organisation der Biochemie, der aufstrebenden Molekularbiologie und Biophysik an der Yale University.
Nach dem Tod von Alfred Whitney Griswold am 19. April 1963 wurde Brewster Präsident der Yale University und bekleidete das Amt bis 1977, woraufhin Hanna Holborn Gray seine Nachfolge antrat. Als Präsident der Yale University fand er Anerkennung für seine Verbesserungen an den Fakultäten, dem Lehrplan und den Zulassungsrichtlinien sowie für seinen geschickten Umgang mit Studentenprotesten Ende der 1960er Jahre. Am 23. Juni 1967 erschien er auf dem Cover des Nachrichtenmagazins Time unter der Überschrift The Precarious Future of the Private College. Er gehörte zu den politischen Hauptgegnern von US-Präsident Richard Nixons und befand sich somit auf der Master list of Nixon’s political opponents.
Am 29. April 1977 wurde Winthrop Williams Aldrich als Nachfolger von Anne Armstrong zum Botschafter der Vereinigten Staaten im Vereinigten Königreich ernannt und übergab dort am 3. Juni 1977 sein Beglaubigungsschreiben. Er verblieb auf diesem Posten bis zum 23. Februar 1981 und wurde danach von John J. Louis abgelöst. Er ferner Mitglied des Council on Foreign Relations. Zuletzt wurde er 1986 Nachfolger von Arnold Goodman, Baron Goodman als Master des University College der University of Oxford. Diese Funktion hatte er bis zu seinem Tode am 8. November 1988 inne, woraufhin John Albery sein Nachfolger wurde. 1987 wurde er für seine tief greifenden Anstrengungen im anglo-amerikanischen Verständnis mit der Benjamin-Franklin-Medaille der Royal Society of Arts ausgezeichnet.
Aus seiner 1942 geschlossenen Ehe mit Mary Louise Phillips Brewster ging der Sohn Alden Brewster hervor, der als Investmentbanker tätig, und Vater der Jordana Brewster ist. Nach seinem Tode in Folge einer intrazerebralen Blutung im John Radcliffe Hospital in Oxford wurde er auf dem Grove Street Cemetery in New Haven bestattet.

## Veröffentlichungen
- Antitrust and American business abroad, 1958
- Law and United States business in Canada, 1960
- The generation of reappraisal: American students, 1968, 1968
- Educating for the twenty-first century, 1969
- Act of State and Extraterritorial Reach. Problems of Law and Policy, 1983

## Hintergrundliteratur
- Geoffrey Kabaservice: The Guardians: Kingman Brewster, His Circle, and the Rise of the Liberal Establishment, 2004